# Ley Curling
La Ley N° 1.902 de Costa Rica, sancionada por unanimidad de la Asamblea Legislativa el 26 de junio de 1955 y entró en vigor en julio de ese año, apodada Ley Curling  por haber sido presentada por el diputado Alex Curling Delisser (primer diputado afrodescendiente de Costa Rica) es una ley costarricense que rige sobre la naturalización y la obtención de la ciudadanía para los inmigrantes y extranjeros residentes en el país.
Antes de la Ley Curling los extranjeros no tenían forma de obtener la ciudadanía costarricense. Esta ley permitió esto, simplificó los trámites y conscientizó a los empleados públicos sobre el derecho de los extranjeros a naturalizarse y poseer una nacionalidad. Tras aprobada la ley la cantidad de extranjeros de muy diversas razas que optó por ser costarricenses fue muy numerosa.